# Cyane Catena
La Cyane Catena è una formazione geologica della superficie di Marte.